# 9094 Butsuen
9094 Butsuen (1995 WH) là một tiểu hành tinh vành đai chính được phát hiện ngày 16 tháng 11 năm 1995 bởi T. Kobayashi ở Oizumi.